# Kanako Murakami
Kanako Murakami (村上佳菜子 Murakami Kanako?) (Nagoya, 7 de noviembre de 1994), es una patinadora artística sobre hielo japonesa retirada. Medallista de bronce de la Final del Grand Prix de 2010, ganadora del Campeonato de los Cuatro Continentes de 2014, campeona del Mundial Júnior de 2010, ganadora de la Final del Grand Prix Júnior de 2009 y cuatro veces medallista del Campeonato de Japón (bronce en 2011 y 2012, plata en 2013 y 2014).

## Carrera

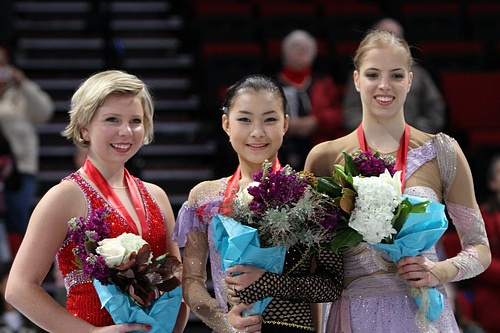
Murakami (al centro) en el Skate America de 2010.

Su debut internacional le valió una medalla de plata en el Trofeo Mladost en 2004. Su debut en el Grand Prix Júnior fue en la prueba de Madrid, en España, donde ganó la medalla de bronce. Su siguiente prueba de Grand Prix Júnior fue en Inglaterra, donde se llevó el oro y calificó a la Final del Grand Prix Júnior de 2008. Compitió en el Campeonato Júnior de Japón de 2008. En la siguiente temporada de Grand Prix Júnior de 2009, ganó dos de las pruebas y calificó a la final. En el Campeonato de Japón de 2009 logró ubicarse en la quinta plaza. Fue asignada al Campeonato del Mundo Júnior de 2010 donde ganó el oro tras lograr el segundo lugar en el programa corto y primer lugar en el programa libre.
En nivel sénior debutó en la serie del Grand Prix de 2010, fue asignada a las pruebas Trofeo NHK y el Skate America. En la serie de Grand Prix de 2011 Murakami quedó en sexto lugar en la Copa de China y cuarta en el Trofeo Éric Bompard, además ganó su segunda medalla de bronce en el Campeonato de Japón de 2011. Logró el cuarto lugar en el Campeonato de los Cuatro Continentes de 2012 y quinto lugar en el Campeonato del Mundo del mismo año. En el Skate Canada de 2012 ganó la medalla de bronce. Terminó en cuarto lugar en la Copa de China de 2013 y séptimo lugar en la Copa Rostelecom del mismo año. En el Campeonato de Japón logró el segundo lugar.
Ganó el Campeonato de los Cuatro Continentes de 2014 con una mejor marca personal de 196.91 puntos. Fue una de las representantes de Japón en los Juegos Olímpicos de invierno Sochi 2014, logró terminar en el lugar 12. Comenzó la temporada 2014-2015 con una medalla de bronce en la Copa de China de 2014 y terminó en cuarto lugar en el Trofeo NHK. Su única prueba competitiva a principios del año fue el Mundial por Equipos de 2015, donde terminó en sexto lugar y su equipo en tercer lugar. Durante un evento de exhibición en abril de 2015 se lesionó un tobillo y canceló sus posteriores participaciones. Tras recuperarse de la lesión, apareció en el Skate Canada de 2015 y el Trofeo Éric Bompard de la serie del Grand Prix de la ISU, en ambas pruebas logró el cuarto lugar. En su última aparición en el Campeonato de Japón de 2016, Murakami obtuvo el sexto lugar. Al finalizar un evento de exhibición en 2017, hizo oficial el anuncio de su retiro del patinaje competitivo.

### Programas
| Temporada | Programa corto                                                         | Programa libre                                                                 | Exhibición                                                |
| --------- | ---------------------------------------------------------------------- | ------------------------------------------------------------------------------ | --------------------------------------------------------- |
| 2016-2017 | Danse Boheme de Georges Bizet (Coreografía de Mihoko Higuchi)          | E lucevan le stelle de Giacomo Puccini (Coreografía de Mihoko Higuchi)         | Prayer for Taylor de Michael W. Smith                     |
| 2015-2016 | El Tango de Roxanne de Craig Armstrong (Coreografía de Mihoko Higuchi) | SAYURI de John Williams (Coreografía de Mihoko Higuchi)                        | Time to Say Goodbye de Andrea Bocelli y Sarah Brightman   |
| 2014-2015 | Think of Me de Andrew Lloyd Webber (Coreografía de Mihoko Higuchi)     | El fantásma de la opera de Andrew Lloyd Webber (Coreografía de Mihoko Higuchi) | Néctar flamenco de Eduardo Niebla                         |
| 2013-2014 | Catgroove de Parov Stelar                                              | Papa, Can You Hear Me? de Michel Legrand                                       | La máscara del zorro de James Horner                      |
| 2012-2013 | Prayer for Taylor de Michael W. Smith                                  | Adiós Nonino de Astor Piazzolla                                                | Rolling in the Deep de Adele                              |
| 2011-2012 | Chaconne de Johann Sebastian Bach (coreografía de Tatiana Tarasova)    | Concierto para violín en mi menor de Felix Mendelssohn                         | Amarti Si de Filippa Giordano                             |
| 2010-2011 | Jumpin' Jack de Big Bad Voodoo Daddy                                   | La máscara del zorro de James Horner                                           | Be Italian de Fergie                                      |
| 2009-2010 | Frente a frente de Lucía Méndez                                        | El lago de los cisnes de Piotr Ilich Chaikovski                                | (The Legend of) Miss Baltimore Crabs de Michelle Pfeiffer |
| 2008-2009 | Modern Times de Charlie Chaplin                                        | Diablo Rojo de Rodrigo y Gabriela                                              | Baby Face de Brenda Lee                                   |

## Resultados
- Las mejores marcas personales aparecen en negrita

| Temporada 2016-2017                    |                                              |                |                |           |
| Fecha                                  | Evento                                       | Programa corto | Programa libre | Total     |
| 22–25 de diciembre de 2016             | Campeonato de Japón de 2016-2017             | 12 58.52       | 7 124.03       | 8 182.55  |
| 4–6 de noviembre de 2016               | Copa Rostelecom 2016                         | 10 55.25       | 11 95.78       | 11 151.03 |
| 21–23 de octubre de 2016               | Skate America 2016                           | 10 47.87       | 9 97.16        | 10 145.03 |
| 8–11 de septiembre de 2016             | Trofeo CS Lombardia 2016                     | 8 54.61        | 6 96.66        | 6 151.27  |
| Temporada 2015-2016                    |                                              |                |                |           |
| Fecha                                  | Evento                                       | Programa corto | Programa libre | Total     |
| 16–21 de febrero de 2016               | Campeonato de los Cuatro Continentes de 2016 | 2 68.51        | 13 106.61      | 7 175.12  |
| 24–27 de diciembre de 2015             | Campeonato de Japón 2015-2016                | 4 66.02        | 8 115.56       | 6 181.58  |
| 13–15 de noviembre de 2015             | Trofeo Éric Bompard 2015                     | 4 58.30        | CANCELADO      | CANCELADO |
| 30 de octubre – 1 de noviembre de 2015 | Skate Canada International 2015              | 3 59.79        | 6 111.80       | 4 171.59  |
| 16–20 de septiembre de 2015            | U.S. Classic de 2015                         | 5 55.58        | 7 92.02        | 7 144.62  |
| Temporada 2014-2015                    |                                              |                |                |           |
| Fecha                                  | Evento                                       | Programa corto | Programa libre | Total     |
| 23–29 de marzo de 2015                 | Campeonato del Mundo de 2015                 | 4 65.48        | 8 114.18       | 7 179.66  |
| 26–28 de diciembre de 2014             | Campeonato de Japón de 2014-2015             | 9 57.55        | 4 110.74       | 5 168.29  |
| 28–30 de noviembre de 2014             | Trofeo NHK 2014                              | 3 64.38        | 7 108.71       | 4 173.09  |
| 7–9 de noviembre de 2014               | Copa de China 2014                           | 3 60.44        | 3 108.95       | 3 169.39  |
| 4 de octubre de 2014                   | Abierto de Japón de 2014                     | –              | 4 114.38       | –         |
| Temporada 2013-2014                    |                                              |                |                |           |
| Fecha                                  | Evento                                       | Programa corto | Programa libre | Total     |
| 24–30 de marzo de 2014                 | Campeonato del Mundo de 2014                 | 10 60.86       | 10 111.58      | 10 172.44 |
| 19–20 de febrero de 2014               | Juegos Olímpicos de invierno de 2014         | 15 55.60       | 12 115.38      | 12 170.98 |
| 21–25 de enero de 2014                 | Campeonato de los Cuatro Contientes de 2014  | 1 64.73        | 1 132.18       | 1 196.91  |
| 20–23 de diciembre de 2013             | Campeonato de Japón de 2013-2014             | 3 67.42        | 2 135.10       | 2 202.52  |
| 22–24 de noviembre de 2013             | Copa Rostelecom 2013                         | 9 49.24        | 4 113.22       | 7 162.46  |
| 1–3 de noviembre de 2013               | Copa de China 2013                           | 4 57.33        | 4 108.62       | 4 165.95  |
| 5 de octubre de 2013                   | Abierto de Japón de 2013                     | –              | 6 102.15       | –         |
| Temporada 2012-2013                    |                                              |                |                |           |
| Fecha                                  | Evento                                       | Programa corto | Programa libre | Total     |
| 13–17 de marzo de 2013                 | Campeonato del Mundo de 2013                 | 3 66.64        | 7 123.09       | 4 189.73  |
| 8–11 de febrero de 2013                | Campeonato de los Cuatro Continentes de 2013 | 3 64.04        | 3 116.99       | 3 181.03  |
| 20–24 de diciembre de 2012             | Campeonato de Japón de 2012-2013             | 5 57.26        | 2 126.41       | 2 183.67  |
| 9–11 de noviembre de 2012              | Copa Rostelecom 2012                         | 6 56.78        | 3 109.56       | 4 166.34  |
| 26–28 de octubre de 2012               | Skate Canada International 2012              | 4 56.21        | 4 111.83       | 3 168.04  |
| Temporada 2011-2012                    |                                              |                |                |           |
| Fecha                                  | Evento                                       | Programa corto | Programa libre | Total     |
| 18–22 de abril de 2012                 | Trofeo por Equipos de la ISU 2012            | 3 63.78        | 8 95.84        | 6 159.62  |
| 26–31 de marzo de 2012                 | Campeonato del Mundo de 2012                 | 2 62.67        | 5 112.74       | 5 175.41  |
| 7–12 de febrero de 2012                | Campeonato de los Cuatro Continentes de 2012 | 3 63.45        | 5 105.87       | 4 169.32  |
| 22–26 de diciembre de 2011             | Campeonato de Japón de 2011-2012             | 1 65.56        | 6 107.13       | 3 172.69  |
| 18–20 de noviembre de 2011             | Trofeo Éric Bompard 2011                     | 4 55.77        | 4 105.54       | 4 161.31  |
| November 4–6 de noviembre de 2011      | Copa de China 2011                           | 4 53.09        | 7 97.11        | 6 150.20  |
| Temporada 2010-2011                    |                                              |                |                |           |
| Fecha                                  | Evento                                       | Programa corto | Programa libre | Total     |
| 24 de abril – 1 de mayo de 2011        | Campeonato del Mundo de 2011                 | 10 54.86       | 7 112.24       | 8 167.10  |
| 3–5 de febrero de 2011                 | Juegos de invierno de Asia 2011              | 1 54.48        | 1 122.56       | 1 177.04  |
| 24–26 de diciembre de 2010             | Campeonato de Japón de 2010-2011             | 3 61.50        | 3 126.02       | 3 187.52  |
| 9–12 de diciembre de 2010              | Final del Grand Prix de 2010-2011            | 3 61.47        | 2 117.12       | 3 178.59  |
| 11–14 de noviembre de 2010             | Skate America 2010                           | 2 54.75        | 2 110.18       | 1 164.93  |
| 22–24 de octubre de 2010               | Trofeo NHK 2010                              | 2 56.10        | 5 94.06        | 3 150.16  |